# Palpomyia tamaricis
Palpomyia tamaricis är en tvåvingeart som beskrevs av Remm 1976. Palpomyia tamaricis ingår i släktet Palpomyia och familjen svidknott. Inga underarter finns listade i Catalogue of Life.